# Carl Reinecke
Carl Heinrich Carsten Reinecke (Altona, avui districte d'Hamburg, 23 de juny de 1824 - Leipzig, 10 de març de 1910) va ésser un pianista, compositor i director d'orquestra alemany. És sobretot conegut per la seva Sonata per a flauta Undine, però també és recordat com un dels músics més influents i versàtils del seu temps. Va exercir com a professor durant 35 anys, fins a la seva jubilació el 1902.
El seu pare era un excel·lent professor, li ensenyà tots els secrets del seu art, que completà després amb algunes lliçons dels millors mestres, i ja el 1843 va fer una excursió per Dinamarca i Suècia, en la que es donà conèixer avantatjosament com a concertista i després residí una llarga temporada a Leipzig, on va tenir com alumnes als compositors Iwan Knorr i August Winding i, on s'entregà amb ardor a l'estudi. De 1846 a 1848 fou pianista de la cort de Dinamarca, el 1851 professor del Conservatori de Colònia, de 1854 a 1859 director de música de Barmen, i de 1859 a 1860 s'encarregà de la direcció dels cèlebres concerts de la Geawandhaus de Leipzig, i ensems de la càtedra de piano i composició superior del Conservatori, on tingué entre altres alumnes l'Albert Maria Eibenschütz en Frederic Hymen Cowen (1852-1935) i, en Walter Niemann, i conservant la primera plaça fins al 1895, en la que succeí a Arthur Nikisch i la segona fins al 1902, època en què es va haver de jubilar-se a causa de la seva avançada edat.
Reinecke fou un músic molt ben dotat i es distingí com a compositor, director d'orquestra i pianista. Les seves composicions, en les que si nota la influència de Robert Schumann i Felix Mendelssohn Bartholdy, i també, en menor escala, la de Richard Wagner, són molt nombrosos i abracen tots els generes.

## Obres

### Òperes
- König Manfred: (Wiesbaden, 1867)
- Der vierjährige Posten;: (1886)
- Auf hohen Befehl: (1886)
- Der Gouverneur von Tours: (1891)
- Ein Abeuteuer Haendels: (1891)

### Altres
- Belsazar: (oratori)
- Hakon Jarl: Cantata per a cor d'homes, solos i orquestra
- Die Flucht nach Aegypten: cor d'homes i orquestra
- 6 poemes: per a veus femenines, solosi acompanyament de piano
- 2 Misses.
- 4 concerts per a piano:
  - Concert per a piano núm. 1
- Un quintet:
- Un quartet:
- 7 trios:
- 3 sonates: per a violoncel
- 4 sonates: per a violí
- Sonates: per a piano
- 20 cànons: per tres veus i piano
- 3 Simfonies:
- Les obertures: Dame Kobold; Aladín; Freidensfeier Festouverture; In Memoriam, dedicada a Feliciano David; Zenobia; Zur Jubelfeier; Prologues soleminis; And die Kunstler, amb cor final
- Preludi i fuga: per a orquestra, amb cor final
- Gaudeamus igitur:
- 4 quartets: per a instruments d'arc
- Lieder's:

## Articles
També cultivà la crítica i la història musical, publicant, a més d'articles al Monthly Musical Record i altres revistes, anàlisi, etc.les obres Was sollen wir spielen? 1886; Zur Wielerbelebung der Mozartschen Klavierkonzerte 1891; Und mancheliebe Schatten steigen auf 1900 i Meister der Tonkunst 1903; Aus dem Reich der Töne 1907.

## Alumnes de Carl Reinecke
| - Bertram Luard-Selby (1853-1918), - Friedrich Schuchardt (1876-[...?]) - Ernst Rudorff - James Kwast (1852-1927). - Robert Teichmüller (1863-1939). - Alfred Caldicott (1842-1897) compositor. - Jeanne Becker (1859-1893), pianista - Cornelius Gurlitt (1820-1901) - Friedrich Wilhelm Schönherr (1893-[...?]) compositor. - Andreas Hallén (1846-1929) compositor. - Fanny Davies (segle xix) - Hans Edgar Oberstetter (1867- 1933) compositor i baríton. - Ernesto Consolo (1864-1931) violinista i editor musical. - Luigi Torchi (1858-1920); compositor i musicògraf) - Smith Newell Penfield (1837–1920; compositor) - Max Bruch (1838–1920; compositor, director) - Oscar Weil (1839–1921; compositor) - Johan Svendsen (1840–1911; compositor, director) - Mykola Lysenko (1842–1912; compositor, director) - Arthur Sullivan (1842–1900; compositor, organista, director) - Edvard Grieg (1843–1907; compositor) - Karl Piutti (1846–1902; compositor, organista) - Johannes Haarklou (1847–1925; compositor) - Sveinbjörn Sveinbjörnsson (1847–1927; compositor) - Hugo Riemann (1849–1919; teòric musical) - Arnold Krug (1849–1904; compositor, pianista, director) - Jan Blockx (1851–1912; compositor) - Hans Huber (1852–1921; compositor, pianista) - Charles Villiers Stanford (1852–1924; compositor) - Iwan Knorr (1853–1916; compositor) - Paul Umlauft (1853–1934; compositor) - Leoš Janáček (1854–1928; compositor, organista, director) - George Chadwick (1854–1931; compositor) - Julius Röntgen (1855–1932; compositor, pianista) | - Heinrich Ordenstein (1856-1921; pianista, pedagog musical) - Christian Sinding (1856–1941; compositor) - Richard Franck (1858–1938; compositor, pianista) - Ethel Smyth (1858–1944; compositor, pianista, director) - Basil Harwood (1859–1949; compositor, organista) - Karl Muck (1859–1940; director, pianista) - Emil Nikolaus von Reznicek (1860–1945; compositor, director) - Isaac Albéniz (1860–1909; compositor, pianista) - Fanny Davies (1861–1934; pianista) - Frederick Delius (1862–1934; compositor) - Robert Teichmüller (1863–1939; pianista) - Felix Weingartner (1863–1942; compositor, director) - Olga Zeise (1864–1945; compositor, pianista, director) - Emil Kronke (1865–1938; compositor, pianista) - Amina Goodwin (1867–1942; pianista) - Cornelis Dopper (1870–1939; compositor, director) - Hermann Suter (1870–1926; compositor) - Camillo Schumann (1872–1946; compositor) - Eyvind Alnæs (1872–1932; compositor, organista) - Gerhard von Keußler (1874–1949; compositor, director) - Julián Carrillo (1875–1965; compositor) - Sara Wennerberg-Reuter (1875–1959; compositor, organista) - Richard Wetz (1875–1935; compositor, director) - Selmar Meyrowitz (1875–1941; director, pianista) - Mikalojus Konstantinas Čiurlionis (1875–1911; compositor, pianista, pintor) - Felix Fox (1876–1947; pianista) - Sigfrid Karg-Elert (1877–1933; compositor, pianista, organista) - Hans Franke (1882–1971; compositor, director) - Algernon Bennet Langton Ashton (1859-1937) compositor - Charles Villiers Stanford (1852-1924) compositor. - Oskar Schwalm (1858-1936), compositor i editor musical. - Charles Henry Porter (1856-1922), pedagog, mestre de cor, compositor i agent d'assegurances. - Augustus Stephen Vogt. - Eduard Behm. |